# Rally de Gran Bretaña de 2013
El Rally de Gran Bretaña de 2013, oficialmente 69th Wales Rally of Great Britain, fue la decimotercera y última ronda de la temporada 2013 del Campeonato Mundial de Rally. Se celebró del 14 al 17 de noviembre y tenía un itinerario de veintidós tramos sobre tierra que sumaban un total de 312,38 km cronometrados. Fue también la decimotercera ronda de los campeonatos WRC 2 y WRC 3. Uno de los tramos, Penmachno, que se disputaba el primer día fue recortado horas antes de la prueba, pasando de 10.51 km iniciales a 9.28 km, debido al mal estado del terreno. La lista de inscritos estaba formada por 62 pilotos de los cuales destacan los equipos Citroën, Volkswagen, M-Sport, Qatar World Rally Team y Jipocar Czech National Team. En la prueba participó la campeona olímpica de skeleton, Amy Williams como copiloto del presentador de televisión Tony Jardine, a bordo de un Mitsubishi Lancer Evo IX. El catarí Nasser Al-Attiyah estaba inicialmente inscrito pero se dio de baja de la prueba días antes debido a los dolores en una mano provocado por un accidente en la prueba anterior.
El piloto de Volkswagen, Andreas Mikkelsen participó en la prueba con una decoración en su Volkswagen Polo R WRC compuesta con cerca de 4000 fotografías de fanes reunidas a través de internet. El expiloto de Fórmula 1, Robert Kubica, ganador del certamen WRC 2, participó en la prueba debutando en un World Rally Car: el Citroën DS3 WRC, además de contar con nuevo copiloto, el italiano Michele Ferrara.

## Desarrollo
El jueves 14 se disputó el shakedown, de apenas 3 km de longitud, con dos tandas donde el mejor tiempo lo marcó el francés Sébastien Ogier. Segundo fue Mads Ostberg a 1.3 segundos de Ogier, y tercero Thierry Neuville a dos segundos. El piloto de Citroën, Dani Sordo, fue penalizado con cinco minutos antes de la celebración de la prueba. El equipo superó el número de chasis permitido en una temporada, fijado en ocho.
Posteriormente en el tramo de calificación, el más rápido fue de nuevo Sébastien Ogier con un tiempo de 1:52.708 segundos. Segundo fue Thierry Neuville a menos de un segundo y tercero Evgeny Noikov a 1,8 segundos. En la cuarta posición terminó el compañero de Ogier, Jari-Matti Latvala a más de dos segundos, a continuación, Mads Ostberg, y luego los pilotos de Citroën Mikko Hirvonen, Robert Kubica —en su debut con el Citroën DS3 WRC— y Dani Sordo. Esta fue la última vez que se celebra el tramo de calificación, puesto que en 2014 ya no se realizará.

## Itinerario y resultados
| Día   | Tramo | Nombre                    | Distancia | Hora  | Ganador            | Tiempo  | Velo. media | Líder rally     |
| ----- | ----- | ------------------------- | --------- | ----- | ------------------ | ------- | ----------- | --------------- |
| Día 1 | SS1   | Gwydyr                    | 6.95 km   | 19:05 | Sébastien Ogier    | 4:43.1  | 88.4 km/h   | Sébastien Ogier |
| Día 1 | SS2   | Penmachno                 | 9.28 km   | 19:38 | Sébastien Ogier    | 5:18.9  | 104.8 km/h  | Sébastien Ogier |
| Día 1 | SS3   | Clocaenog 1               | 7.52 km   | 20:42 | Thierry Neuville   | 4:25.9  | 101.8 km/h  | Sébastien Ogier |
| Día 2 | SS4   | Hafren 1                  | 32.14 km  | 09:37 | Sébastien Ogier    | 18:41.0 | 103.2 km/h  | Sébastien Ogier |
| Día 2 | SS5   | Sweet Lamb 1              | 4.26 km   | 10:20 | Dani Sordo         | 2:54.7  | 87.8 km/h   | Sébastien Ogier |
| Día 2 | SS6   | Myherin 1                 | 32.13 km  | 10:37 | Jari-Matti Latvala | 18:16.0 | 105.5 km/h  | Sébastien Ogier |
| Día 2 | SS7   | Hafren 2                  | 32.14 km  | 13:43 | Sébastien Ogier    | 18:57.8 | 101.7 km/h  | Sébastien Ogier |
| Día 2 | SS8   | Sweet Lamb 2              | 4.26 km   | 14:26 | Sébastien Ogier    | 2:56.8  | 86.7 km/h   | Sébastien Ogier |
| Día 2 | SS9   | Myherin 2                 | 32.13 km  | 14:43 | Sébastien Ogier    | 18:27.6 | 104.4 km/h  | Sébastien Ogier |
| Día 3 | SS10  | Gartheiniog 1             | 14.58 km  | 08:29 | Andreas Mikkelsen  | 8:46.5  | 99.7 km/h   | Sébastien Ogier |
| Día 3 | SS11  | Dyfi 1                    | 21.90 km  | 08:58 | Andreas Mikkelsen  | 12:51.1 | 102.2 km/h  | Sébastien Ogier |
| Día 3 | SS12  | Gartheiniog 2             | 14.58 km  | 10:33 | Jari-Matti Latvala | 8:47.8  | 99.4 km/h   | Sébastien Ogier |
| Día 3 | SS13  | Dyfi 2                    | 21.90 km  | 11:02 | Jari-Matti Latvala | 12:54.5 | 101.8 km/h  | Sébastien Ogier |
| Día 3 | SS14  | Dyfnant 1                 | 21.34 km  | 12:45 | Jari-Matti Latvala | 12:21.1 | 103.7 km/h  | Sébastien Ogier |
| Día 3 | SS15  | Chirk Castle 1            | 2.06 km   | 14:22 | Dani Sordo         | 1:31.3  | 81.2 km/h   | Sébastien Ogier |
| Día 3 | SS16  | Chirk Castle 2            | 2.06 km   | 14:34 | Thierry Neuville   | 1:34.2  | 78.7 km/h   | Sébastien Ogier |
| Día 4 | SS17  | Dyfnant 2                 | 21.34 km  | 08:56 | Sébastien Ogier    | 12:22.8 | 103.4 km/h  | Sébastien Ogier |
| Día 4 | SS18  | Penllyn                   | 14.12 km  | 09:56 | Mads Ostberg       | 7:15.1  | 116.8 km/h  | Sébastien Ogier |
| Día 4 | SS19  | Clocaenog 2 (Power Stage) | 7.52 km   | 11:06 | Thierry Neuville   | 4:18.0  | 104.9 km/h  | Sébastien Ogier |
| Día 4 | SS20  | Kinmel Park 1             | 2.18 km   | 12:03 | Sébastien Ogier    | 1:33.2  | 84.2 km/h   | Sébastien Ogier |
| Día 4 | SS21  | Kinmel Park 2             | 2.18 km   | 12:11 | Sébastien Ogier    | 1:32.0  | 85.3 km/h   | Sébastien Ogier |
| Día 4 | SS22  | Great Orme                | 4.58 km   | 13:01 | Jari-Matti Latvala | 2:38.5  | 104.0 km/h  | Sébastien Ogier |

## Clasificación final
| Pos.      | Piloto             | Copiloto          | Automóvil              | Tiempo    | Dif.     | Puntos |
| WRC       | WRC                | WRC               | WRC                    | WRC       | WRC      | WRC    |
| --------- | ------------------ | ----------------- | ---------------------- | --------- | -------- | ------ |
| 1.        | Sébastien Ogier    | Julien Ingrassia  | Volkswagen Polo R WRC  | 3:03:36.7 | 0.0      | 25     |
| 2.        | Jari-Matti Latvala | Miikka Anttila    | Volkswagen Polo R WRC  | 3:03:58.5 | +21.8    | 18     |
| 3.        | Thierry Neuville   | Nicolas Gilsoul   | Ford Fiesta RS WRC     | 3:05:01.2 | +1:24.5  | 15     |
| 4.        | Mads Ostberg       | Jonas Andersson   | Ford Fiesta RS WRC     | 3:05:24.9 | +1:48.2  | 12     |
| 5.        | Andreas Mikkelsen  | Mikko Markkula    | Volkswagen Polo R WRC  | 3:05:40.1 | +2:03.   | 10     |
| 6.        | Martin Prokop      | Michal Ernst      | Ford Fiesta RS WRC     | 3:11:14.2 | +7:37.5  | 8      |
| 7.        | Dani Sordo         | Carlos del Barrio | Citroën DS3 WRC        | 3:12:03.6 | +8:26.9  | 6      |
| 8.        | Elfyn Evans        | Daniel Barritt    | Ford Fiesta R5         | 3:14:49.8 | +11:13.1 | 4      |
| 9.        | Jari Ketomaa       | Tapio Suominen    | Ford Fiesta R5         | 3:15:52.9 | +12:16.2 | 2      |
| 10.       | Mark Higgins       | Carl Williamson   | Ford Fiesta R5         | 3:16:57.7 | +13:21.0 | 1      |
| WRC 2     |                    |                   |                        |           |          |        |
| 1. (8.)   | Elfyn Evans        | Daniel Barritt    | Ford Fiesta R5         | 3:14:49.8 | 0.0      | 25     |
| 2. (9.)   | Jari Ketomaa       | Tapio Suominen    | Ford Fiesta R5         | 3:15:52.9 | +1:03.1  | 18     |
| 3. (10.)  | Mark Higgins       | Carl Williamson   | Ford Fiesta R5         | 3:16:57.7 | +2:07.9  | 15     |
| 4. (11.)  | Eyvind Brynildsen  | Denis Giraudet    | Ford Fiesta R5         | 3:19:36.5 | +4:46.7  | 12     |
| 5. (12.)  | Thomas Cave        | Ieaun Thomas      | Ford Fiesta R5         | 3:21:58.0 | +7:08.2  | 10     |
| 6. (13.)  | Edoardo Bresolin   | Rudy Pollet       | Ford Fiesta RRC        | 3:23:33.1 | +8:43.3  | 8      |
| 7. (15.)  | Valeriy Gorban     | Volodymyr Korsia  | Mini Cooper S2000 1.6T | 3:27:52.7 | +13:02.9 | 6      |
| 8. (18.)  | Yazeed Al-Rajhi    | Michael Orr       | Ford Fiesta RRC        | 3:34:11.1 | +19:21.3 | 4      |
| 9. (21.)  | Robert Barrable    | Loudon Stuart     | Ford Fiesta R5         | 3:36:49.8 | +22:00.0 | 2      |
| 10. (27.) | Subhan Aksa        | Nicola Arena      | Ford Fiesta R5         | 3:48:09.4 | +33:19.6 | 1      |
| WRC 3     |                    |                   |                        |           |          |        |
| 1. (28.)  | Jukka Korhonen     | Marko Salminen    | Citroën DS3 R3T        | 3:48:32.7 | 0.0      | 25     |
| 2. (36.)  | Keith Cronin       | Marshall Clarke   | Citroën DS3 R3T        | 3:56:14.3 | +7:41.6  | 18     |